# Región Tejupilco
Región 12 Tejupilco es la duodécima de las 20 regiones en que se divide el Estado de México.

## Municipios de la región
- Almoloya de Alquisiras
- Amatepec
- Coatepec Harinas
- Ixtapan de la Sal
- Luvianos
- Sultepec
- Tejupilco
- Tlatlaya
- Tonatico
- Villa Guerrero
- Zacualpan